# Город лжи
«Город лжи» (англ. City of Lies) — американский биографический фильм режиссёра Брэда Фурмана. В главной роли: Джонни Депп. Выход в широкий прокат состоялся 8 декабря 2018 года. В России вышел онлайн, 17 февраля 2022 года.

## Сюжет
7 сентября 1996 года был смертельно ранен рэпер Тупак Шакур, через полгода был застрелен главный подозреваемый в его убийстве – хип-хоп-звезда Бигги Смолз. Преступники не были найдены, дело о «рэперской войне побережий» было закрыто. Спустя годы опальный детектив Рассел Пул возвращается к расследованию и вместе с репортером Джексоном распутывает паутину немыслимого заговора, в котором, очевидно, замешана полиция Лас-Вегаса.

## В ролях
- Джонни Депп — детектив Рассел Пул[англ.]
- Форест Уитакер — журналист «Джек» Джексон
- Рокмонд Данбар — Дрэдлокс
- Нил Браун мл.[англ.] — офицер Рафаэль Перез[англ.]
- Ксандер Беркли — Эдвардс
- Ши Уигхэм — детектив Фрэнк Лига[англ.]
- Уайнн Эверетт — Меган Пул, жена Рассела
- Тоби Хасс — детектив Фред Миллер
- Луис Хертум — городской прокурор Стоун
- Шамир Андерсон[англ.] — офицер Дэвид Мак[англ.]
- Эймин Джозеф[англ.] — офицер Кевин Гейнс[англ.]
- Лоуренс Мэйсон[англ.] — агент ФБР Дантон
- Джозеф Ферранте — детектив Сноу
- Дейтон Калли — лейтенант О’Ши
- Кейт Шарабайка[англ.] — сержант Риз
- Питер Грин — командир Фасуло
- Марисоль Сакраменто — Эрролин Ромеро
- Майкл Паре — Варни
- Гленн Пламмер — псих Майк
- Кевин Чэпмен — сержант Лидс
- Обба Бабатунде — шеф полиции
- Роберт Эссер — Роберт Макгиннис
- Райан Бишоп — офицер Симпьяк
- Рей Борге — Кэшиер

## Производство
4 февраля 2013 года сообщалось, что британская продюсерская компания Мириам Сигал Good Films купила права на экранизацию научно-популярной книги Рэндалла Салливана "Лабиринт". В фильме исследовалась коррупция в полиции Лос-Анджелеса, связанная с расследованием детективом Расселом Пулом убийств Тупака Шакура и Бигги Смоллса, которые так и не были раскрыты. 7 сентября 2016 года Джонни Депп, как сообщается, сыграл Пула, детектива полиции Лос-Анджелеса.
Брэд Фурман был объявлен режиссёром фильма по сценарию, написанному Кристианом Контрерасом и адаптированному из книги. 19 сентября Open Road Films приобрела права на прокат фильма в США. Он финансировал фильм вместе с Miramax, в то время как Good Universe занимался международными продажами фильма.

### Съемки фильма
Основная съемка фильма началась 13 декабря 2016 года в Лос-Анджелесе, штат Калифорния. Основная съемка состоялась в мае 2017 года.